# Avatar: Den sidste luftbetvinger
 Ikke at forveksle med computerspillet af samme navn.
Avatar: Den sidste luftbetvinger (Oprindelige engelske titel: Avatar: The Last Airbender) er en amerikansk animeret tv-serie, der har kørt på Nickelodeon siden 2005. På Dansk: Avatar, Den Sidste Luftbetvinger (men i nogle af afsnittene bliver den kaldt ved en oversættelse af det Britiske navn: Avatar: The Legend of Aang på dansk: Avatar: Aangs legende)
Serien handler om den 112-årige dreng Aang, der forsøger at skabe balance mellem en fiktiv verdens fire nationer: Vand, jord, ild og luft. Igennem alle sæsonerne bliver han fulgt af vennerne Katara og Sokka, men i sæson 2 kommer Toph også med og i sidste halvdel af sæson 3 kommer Zuko også med.
I 2011 begyndte en fortsættelse til Avatar: Den sidst luftbetvinger at udkomme på Nickelodeon, i form af en ny serie om en ny Avatar, Korra, og foregår omtrent 70 år efter begivenhederne i Den sidste luftbetvinger, hvor verden har haft et teknologisk gennembrud. Serien hedder Legenden om Korra (eng. The Legend of Korra), og foregår primært i byen Republica, hovedstaden i en selvstændig stat kaldet "Nationernes Forenede Republik", et område som består af Ildlandets kolonier ved Jordrigets vestkyst. I serien får man at vide, hvordan betvingning opstod, og hvordan Avataren selv kom til verden.

## Handling
For 100 år siden startede Ildlandet en krig mod de 3 andre nationer. Avataren er den eneste person, der kan mestre alle fire elementer. Det er kun ham, der vil være i stand til at skabe balance i verdenen, ved at stoppe Ildlandet. Men Avataren er kun en lille 12-årig dreng og at han er under tidspres af en komet, der vil kunne give Ildlandet kraft nok til at kunne afslutte krigen selv.

## Betvingere
I Avatarverdenen er mennesker opdelt i forskellige nationer, som hver har hjem på ét kontinent. Vandbetvingere lever henholdsvis på Syd- og Nordpolen, i stammesamfund. Luftbetvingere, eller Luftnomaderne, lever enten i Det Nordlige-, Sydlige, Østlige, eller Vestlige Lufttempel. Ildbetvingere lever vestpå, på en stor vulkansk ø, og alle jordbetvingerne lever i ét stort kontinent midt i det hele, i et kongedømme. Der er både betvingere og ikke-betvingere. Ikke-betvingerne er bare helt almindelige mennesker uden evnen til at kontrollere elementerne, men det er stadig muligt for dem at blive åndelige åbenlyste og sanse chi, en energi, der flyder gennem menneskets krop, og som er det, der gør betvingning muligt. Når en betvinger kontrollerer sit element, gør de det ved at strække deres chis indflydelse ud over deres legeme, så det kan interagere med den substans, de er betvinger af. Betvingerne kan hver især kontrollere et element, baseret på de fire klassiske elementer, men det er ikke noget de vælger, det er arveligt. Visse betvingere har særlige evner, der rækker udover de mest almindelige blandt deres folks betvingere. Nogle af evnerne er blot svære, andre er decideret sjældne:
Luft: de betvinger luften.
Jord: De betvinger jord, sten og metaller. De kan se uden øjnene, dvs. at de kan mærke nogle bølger i jorden, så de kan fornemme, hvis der står andre, og hvor de står, selvom de er bundet for øjnene eller er helt blinde.
Ild: De betvinger ild, og hvis de har nok kontrol over sig selv og sine følelser, er der en chance for at de kan fremmane lyn. Uanset om de har det eller ej, så kan de adlede lyn, hvis der bliver skudt lyn på dem.
Vand: De betvinger vand og de kan fryse det til is, og tø det op igen, hvis de vil. Hvis de er ekstra gode, kan de, ved fuldmåne, når de har flest kræfter, betvinge blodet i folk, så de kan styre deres bevægelser.

## Nedarvning af betvingning
Hvis både ens far og mor er vandbetvingere er der stor sandsynlighed for at man også er vandbetvinger, men ingen sandsynlighed for at man bliver betvinger for et andet element. Hvis kun ens far er vandbetvinger og ens mor er ikke-betvinger men kommer fra en vandbetvinger stamme er der også sandsynlighed for at man bliver vandbetvinger og ingen sandsynlighed for at man bliver betvinger for at andet element. 
Man kan godt blive betvinger selvom ens forældre ikke er det. Katara er vandbetvinger, men hendes forældre er ikke betvingere. Begge hendes forældre kommer dog fra vandstammen, og der er derfor ingen mulighed for at de får børn, der kan betvinge andet end vand. 
Så hvis du fx har en to ikke-betvinger forældre fra forskellige nationer, vil der være sandsynlighed for disse to. Hvis din mor er ikke-betvinger fra ildlandet, og din far ikke-betvinger fra jordriget, vil der være sandsynlighed for at du bliver enten, jord- ild- eller ikke-betvinger. Og ingen sandsynlighed for at du bliver vand- eller luftbetvinger. 

## Film
Der er i 2010 blevet lavet en spillefilm med samme navn The Last Airbender, under den danske titel "Luftens sidste mester" på grund af uordenlig oversættelse er elmentbetvingerne desværre blevet kaldt for tæmmere i stedet for. Den er lavet som en 3D udgave og normaludgave, men er kun blevet udgivet i biografen i normalt 2D-udgave i Danmark. Den er i Amerika, hvor den kom fra, og også i Danmark, blevet kritiseret for sit brug af hvide, og mørke, men ikke asiatiske skuespillere, og dens flade skuespil, og for softifikeret dialog, og for at den nogle steder benytter sig af smukke og fantatiske effekter og computeranimation (CGI, computer generated imaginary), men nogle steder har meget flade og kedelige effekter. Den er også blevet kritiseret for flad 3D-effekt, og er en af grundende til at den ikke er blevet udgivet med 3D i Danmark

## Plot
I en verden, som er delt i fire nationer, Vandstammerne, Jordriget, Ildlandet og Luftnomader, er der nogle specielt udvalgte mennesker, som er blevet kaldt betvingere. Betvingere har evnen til at betvinge det element, der hører til deres nation. Betvingere startede alle med at observere andre skabninger der havde evnen, såsom månen, drager, flyvende bisoner og kæmpe muldvarper. Men blandt alle de betvingere, er der ét mennesker som er mere kraftfuld pga. at han/hun kan betvinge alle fire elementer. Det er planetens ånd, som er inkarneret i menneskekroppen. Åndens navn er Avatar. Avatar er født hos menneskene og lever som et, den kan blive syg, den kan føle, den kan fejle og den kan dø ligesom alle andre. Den er i fuld balance med jorden, men den er trods alt kun et menneske. Avatar er i en cyklus, så når den daværende avatar dør, bliver han født ind i den næste nation, men bliver først offentliggjort når han/hun fylder 16 år. Indtil da lære han/hun hvad det vil sige at være menneske, for man kan ikke hjælpe noget, som man ikke ved hvad er. Derfor bliver avataren født som menneske.
Avataren skifter mellem hvilken betvingerkrop den forekommer i. Den første avatar kom som ildbetvinger. Den næste luft og så vand og så jord. Denne cyklus forbliver sådan.
Hvis den nuværende Avatar dør, mens personen er i avatarstadiet (hvor personen får krafterne og videnen alle de andre avatare har haft) så dør Avatarånden, og så vil der aldrig blive født en ny avatar!

## Personer

### Aang
Uddybende artikel: Aang
Aang er en sjov og til tider overglad 112 årig dreng, som har et alt for stort ansvar. Han blev alt for tidligt fortalt at han var avataren (planetens ånd) og nu kæmper han mod en hel nation for at redde verdenen.
Han kommer fra det sydlige lufttempel, hvor han blev opfostret af munken Gyatso i at betvinge luften. Men en dag bliver han pludselig kaldt til møde med de fem munke, som fortæller ham at han er avataren, hvilket forvirrer ham. Hans mentor Monk Gyatso forsøger at sørge for at Aang får en normal barndom, men Aang bliver dømt til at rejse til det nordlige lufttempel, men Aang overhører desværre dette møde og beslutter sig for at stikke af. Han når at komme et godt stykke mod syd, men bliver overrasket af en storm og da hans flyvende bison (ved navn Appa) styrter i vandet tager hans indre avatar over, og han fryser Appa og ham selv inde i et isbjerg hvor han bliver gemt væk fra verdenen i 100 år. Og i de 100 år starter en verdenskrig anført af Ildlandet. Men efter de 100 år bliver han fundet af vandbetvingeren Katara og hendes krigerbror Sokka. Efter et mindre eventyr på sydpolen beslutter Katara og Sokka sig for at slutte sig til Aang i hans færd mod Nordpolen for at lære vandbetvingning. Aang troede alle han kendte for 100 år siden var døde men på vej til Nordpolen møder han sin gamle barndoms ven der er 112 år gammel Bumi og Bumi er konge i en Jord nations by, dog opdager Aang først at det er Bumi efter 3 prøvelser Bumi har lavet til Aang efter at have nået Nordpolen og ny på jagt efter en jordbetvinger som kan lære Aang finder de den blinde rigmands datter Toph Beifong som er verdens bedste jordbetvinger og hun slutter sig så til gruppen som Aangs jordbetvingningerlærer. Aang må lærer elementerne så hurtigt han kan for til sommerens slutning vil en Sozin komet komme for at gøre en ende på den hundredårige krig.

### Katara
Uddybende artikel: Katara
Katara er en moden 14 årig pige fra sydpolens vandstamme. Da hun var lille var der et Flåde fra Ildlandet som slog hendes mor ihjel, og med det eneste minde i form af en halskæde indtager hun sin mors plads som "husmor" over for sin bror. Da hun var 12 tager hendes far af sted ledende alle de voksne mænd fra hendes stamme, som efterlader hende og hendes bror til at tage sig af alt derhjemme.
På grund af sine opgaver om at forsørge hendes stamme, har hun et naturligt moderinstinkt og er meget omsorgsfuld over for sine medmennesker. Udover alt det andet er hun også den sidste sydlige vandbetvinger, hvilket gør at hun går rundt med kræfter hun ikke aner hvordan man styrer. Hun er også en af de eneste i verden der stadig tror at avataren vil vende tilbage til verden. en dag da hun er med ude og fiske med sin bror, opdager de et isbjerg og hun begynder at slå hul på det, og opdager en lille dreng ved navn Aang. Senere opdager hun at han er avataren og han tilbyder hende at tage med til nordpolen, så de begge kan lære vandbetvingning. Gennem hele serien optræder hun meget modent, men hun er stadig kun en teenager og den side kan hun også vise, og den bliver som regel også forstærket af hendes vandbetvingnings evner.

### Sokka
Sokka er en 15-årig dreng fra den sydlige vandstamme. Han er storebror til Katara, men optræder sjældent som den mest voksne af de to. Sokka er klog smart og intelligent, men trods sin intelligens opfører han sig tit ret fjollet og useriøs. Sokka kan ikke betvinge noget element som resten af medlemmerne af "team avatar", så han gør hvad han kan for at føle sig vigtig på andre områder. Da Sokka var 13 år gammel rejste hans far, og resten af mændene fra stammen, ud for at hjælpe jordriget i kampen mod ildlandet. Så Sokka og Katara har måttet klare sig selv, siden deres mor døde da de var små. Selvom han ofte virker sarkastisk og useriøs kan han også opfører sig ansvarligt. Når gruppen kommer i problemer holder Sokka altid hovedet koldt og kommer op med plan for at de kan overleve. Sokka leder gruppen på deres færd. Han har den bedste stedsans og kan læse et kort. Sokka bliver i sæson 3 rigtig ked af at han ikke har nogle seje evner, ligesom Aang, Katara og Toph. Så venner hjælper ham og finder en sværdfægter ved navn Piandao der underviser Sokka i sværfægtning. Sokka bliver ret så god til det og har nu en særlig evne ligesom de andre.

## Avatar: Den sidste luftbetvinger - Handling
Avatar: Den sidste luftbetvinger, oprindeligt kendt som Avatar: The Legend of Aang, er en amerikansk animeret tv-serie skabt af Michael Dante DiMartino og Bryan Konietzko. Serien foregår i en verden, hvor fire nationer lever adskilt: Ildriget, Jordriget, Vandriget og Luftnomaderne. Hver nation besidder evnen til at betvinge et af de fire elementer. En enkelt individ, kaldet Avataren, kan mestre alle fire elementer og fungerer som brobygger mellem nationerne, opretholdende fred og balance.
Serien følger fortællingen om Aang, en 12-årig dreng og den sidste tilbageværende Luftnomade efter at Ildriget udryddede hans folk 100 år forud. Da han opdages af Katara og Sokka, to søskende fra Vandriget, afsløres det, at Aang er avataren. Sammen påbegynder de rejsen for at mestre de fire elementer og besejre Ildherren, der ønsker at underlægge sig hele verden.

## Bog 1: Vand
Bog 1: Vand introducerer os til Avatar-verdenen og de centrale karakterer. Den lægger fundamentet for seriens overordnede temaer og budskaber og præsenterer Aangs indledende udfordringer på hans rejse til at blive en fuldt realiseret Avatar. Bog 1 skildrer krigens brutalitet gennem Ildnationens besættelse af Vandriget. Vi ser ødelæggelsen af landsbyer, tab af liv og den frygt, der hersker under et tyrannisk regime. Aangs motivation for at mestre vandbetvingerkunsten er at hjælpe Vandriget med at bekæmpe Ildriget og bringe fred til verden. Ildrigets imperialistiske ambitioner er tydelige i Bog 1. De forsøger at undertrykke Vandkulturen og assimilere dens befolkning. Serien udfordrer ideen om et "overlegent" folk og viser de ødelæggende konsekvenser af kolonialisme. Aangs kamp for at beskytte Vandriget symboliserer modstand mod undertrykkelse.
Temaet om balance introduceres i Bog 1. Aang skal lære at mestre vandbetvingerkunsten for at opretholde balancen mellem elementerne. Dette afspejler en bredere filosofi om harmoni og gensidig respekt. Iroh introducerer begrebet "yin og yang" og fremhæver vigtigheden af balance i alle aspekter af livet.
Venskab er en central kerneværdi i Bog 1. Aang, Katara og Sokka danner et stærkt bånd, der hjælper dem med at overvinde udfordringer og støtte hinanden. De lærer af hinandens styrker og svagheder og udvikler en dyb respekt for hinanden.

Aang bærer den tunge byrde af at være Avatar. Han skal træffe vanskelige valg, der kan have store konsekvenser for verden. I Bog 1 står han over for valget om at dræbe Zhao eller spare hans liv. Dette dilemma illustrerer de moralske udfordringer, der følger med magt og ansvar.
Gennem sine oplevelser i Bog 1 gennemgår Aang en betydelig personlig vækst. Han lærer at kontrollere sine kræfter, håndtere sin vrede og sorg, og finde sin plads i verden. Han tager sine første skridt på vejen til at blive en ansvarlig og medfølende leder.

## Bog 2: Jord (2006)
Bog 2: Jord tager os med på en spændende rejse gennem Jordriget, hvor Aang og hans gruppe fortsætter deres kamp mod Ildriget. De står over for nye udfordringer, møder fascinerende karakterer og afslører hemmeligheder om Aangs fortid. Bog 2 udforsker krigens konsekvenser på et mere personligt plan. Vi ser de traumer, soldater og civile lider under, og den splittelse, krig skaber i familier og samfund. Aangs pacifistiske idealer udfordres, da han konfronteres med Ildrigets brutalitet.
Ildrigets undertrykkelse af Jordriget er mere synlig i Bog 2. Vi ser ødelæggelsen af Jordkulturen og den propaganda, Ildriget bruger til at kontrollere befolkningen. Aang og hans gruppe kæmper for at befri Jordriget og genoprette balancen i verden.
Temaet om balance udvides i Bog 2. Aang skal lære at mestre jordbetvingerkunsten og forstå dens forbindelse til de andre elementer. Han skal også finde en balance mellem sin pligt som Avatar og sine personlige ønsker.
Venskabet mellem Aang, Katara og Sokka styrkes i Bog 2. De støtter hinanden gennem vanskelige situationer og lærer at stole på hinandens styrker. Nye venskaber dannes også, som f.eks. med Toph, en talentfuld jordbetvinger.
Aang står over for endnu sværere valg i Bog 2. Han skal beslutte, hvordan han skal håndtere Azula, en farlig fjende, og om han skal stole på Iroh, en potentiel allieret. Disse valg har store konsekvenser for hans mission og for verden.
Aang fortsætter sin personlige vækst i Bog 2. Han lærer at håndtere sin vrede og sorg, og han begynder at forstå sin rolle som Avatar. Han tager store skridt mod at blive en moden og ansvarlig leder.

## Bog 3: Ild (2007)
Bog 3: Ild fører os til Ildnationens hjerte, hvor Aang og hans gruppe skal konfrontere Ildherren og bringe fred til verden. De står over for uovervindelige odds, indre konflikter og svære moralske valg. Bog 3 kulminerer i den endelige kamp mellem Aang og Ildherren. Serien udforsker krigens ødelæggende effekt på både individer og samfund og fremhæver fredens betydning. Aangs pacifistiske idealer sættes på prøve, da han skal besejre Ildherren for at opnå fred.
Ildnationens imperialistiske ambitioner er tydeligere end nogensinde i Bog 3. Vi ser den systematiske undertrykkelse af andre kulturer og den propaganda, Ildriget bruger til at retfærdiggøre sin aggression. Aangs kamp for at befri verden fra Ildrigets tyranni symboliserer modstand mod kolonialisme og kampen for frihed.
Temaet om balance er centralt i Bog 3. Aang skal mestre ildbetvingerkunsten og opnå indre balance for at besejre Ildherren. Han skal også finde en balance mellem sin pligt som Avatar og sin medfølelse for sine fjender.

Venskabet mellem Aang, Katara, Sokka og Toph er stærkere end nogensinde i Bog 3. De støtter hinanden ubetinget og er villige til at ofre alt for hinanden. Nye venskaber dannes også, som f.eks. med Zuko, en forvist prins fra Ildriget.

Aang står over for de sværeste valg i Bog 3. Han skal beslutte, om han skal dræbe Ildherren eller skåne hans liv, og hvordan han skal skabe fred i en verden præget af krig og had. Disse valg har store konsekvenser for hans skæbne og for fremtiden.
Aang gennemgår en betydelig personlig vækst i Bog 3. Han accepterer sin skæbne som Avatar, lærer at mestre sine kræfter og finder sin indre styrke. Han tager de sidste skridt på vejen til at blive en moden, ansvarlig og medfølende leder.

## Danske stemmer
- Aang: Kristian U. Priemé
- Katara: Tara Toya
- Toph: Thea Iven Ulstrup

- Suki, Yue og diverse småroller: Marie Caroline Schjeldal

- Azula, kyoshi og diverse småroller: Cecilie Stenspil
- Jet og diverse småroller:Simon Stenspil

## Eskterne henvisninger
- Avatar: Den sidste luftbetvinger på Internet Movie Database (engelsk)
- Avatar: Den sidste luftbetvinger på AllMovie (engelsk)
- Avatar: Den sidste luftbetvinger på Rotten Tomatoes (engelsk)
- Avatar: Den sidste luftbetvinger på Metacritic (engelsk)
- Avatar: Den sidste luftbetvinger på Filmaffinity (engelsk)
- Avatar: Den sidste luftbetvinger på Netflix (engelsk)
- Avatar: Den sidste luftbetvinger hos The Movie Database (engelsk)
- Avatar: Den sidste luftbetvinger hos TheTVDB (engelsk)
- Avatar: Den sidste luftbetvinger hos TV.com (engelsk)